# Pryszczarek bukowiec
Pryszczarek bukowiec, garnusznica bukowa (Mikiola fagi) – muchówka z rodziny pryszczarkowatych (Cecidomyiidae).
Samica składa jaja na pąkach buka. Larwy żerują na liściach buka powodując wytworzenie się galasów wielkości 6-10 i średnicy ok. 7 mm. Galasy te są w kolorze czerwonozielonym, później przechodzącego w kolor brunatny.